# Вокер (Міссурі)
Вокер (англ. Walker) — місто (англ. city) в США, в окрузі Вернон штату Міссурі. Населення — 199 осіб (2020).

## Географія
Вокер розташований за координатами 37°53′56″ пн. ш. 94°13′51″ зх. д. / 37.89889° пн. ш. 94.23083° зх. д. (37.898762, -94.230924).  За даними Бюро перепису населення США в 2010 році місто мало площу 0,81 км², з яких 0,81 км² — суходіл та 0,00 км² — водойми.

## Демографія
Згідно з переписом 2010 року, у місті мешкало 270 осіб у 113 домогосподарствах у складі 73 родин. Густота населення становила 335 осіб/км².  Було 122 помешкання (151/км²).
Расовий склад населення:
| - 96,7 % — білих - 1,1 % — корінних американців |

До двох чи більше рас належало 1,5 %. Частка іспаномовних становила 2,6 % від усіх жителів.
За віковим діапазоном населення розподілялося таким чином: 26,3 % — особи молодші 18 років, 57,0 % — особи у віці 18—64 років, 16,7 % — особи у віці 65 років та старші. Медіана віку мешканця становила 41,0 року. На 100 осіб жіночої статі у місті припадало 104,5 чоловіків;  на 100 жінок у віці від 18 років та старших — 95,1 чоловіків також старших 18 років.
Середній дохід на одне домашнє господарство  становив 37 204 долари США (медіана — 29 125), а середній дохід на одну сім'ю — 40 884 долари (медіана — 42 500). Медіана доходів становила 25 750 доларів для чоловіків та 26 964 долари для жінок. За межею бідності перебувало 26,4 % осіб, у тому числі 53,5 % дітей у віці до 18 років та 0,0 % осіб у віці 65 років та старших.
Цивільне працевлаштоване населення становило 133 особи. Основні галузі зайнятості: освіта, охорона здоров'я та соціальна допомога — 30,1 %, роздрібна торгівля — 20,3 %, виробництво — 18,8 %.